# Parafia św. Barbary i św. Józefa w Jastrzębiu-Zdroju
Parafia pw. świętych Barbary i Józefa w Jastrzębiu-Zdroju – rzymskokatolicka parafia w dekanacie jastrzębskim. Została erygowana 1 lutego 1976 roku przy kościele przeniesionym z Wodzisławia - Jedłownika.

## Historia
W 1969 r. proboszcz parafii pw. Najświętszego Serca Pana Jezusa w Jastrzębiu-Zdroju, ks. Anzelm Skrobol, rozpoczął działania mające na celu budowę nowego kościoła dla parafian mieszkających w Jastrzębiu Dolnym. Wnioski o budowę świątyni spotykały się z odmową ówczesnych władz, lecz po kilku miesiącach utworzony został punkt katechetyczny przy ulicy Wodzisławskiej. 
W 1971 r. w Jastrzębiu Dolnym postawiono kaplicę pw. św. Józefa Robotnika, która powstała dzięki zezwoleniu na budowę obiektu gospodarczego. Budynek został poświęcony 14 listopada 1971 r. przez ks. Anzelma Skrobola, który był pierwszym administratorem kaplicy. 20 listopada 1971 r. administrację placówki kościelnej powierzono ks. Rudolfowi Jeziorskiemu.
W październiku 1972 roku władze wojewódzkie, po rozmowach z Kurią Diecezjalną, nie zgodziły się na wybudowanie murowanego kościoła na osiedlu „Przyjaźń" w Jastrzębiu, ale wyraziły zgodę na przeniesienie drewnianego kościoła z Wodzisławia – Jedłownika. 8 lipca 1974 bp Józef Kurpas poświęcił kamień węgielny pod zabytkową świątynię. Prace przy budowie wykonywali spontanicznie i bezinteresownie miejscowi mieszkańcy, fachowcy różnych zawodów. Przede wszystkim zaś pracowali górnicy. Prace budowlane zakończyły się z końcem roku 1974. 3 grudnia kościół został poświęcony przez ks. bp Herberta Bednorza. 
30 grudnia 1975 r. Wydział ds. Wyznań Urzędu Wojewódzkiego w Katowicach wydał decyzję, na mocy której utworzono rzymskokatolicką parafię pw. świętych Barbary i Józefa. Parafia została erygowana 1 lutego 1976, proboszczem został ks. Rudolf Jeziorski. Budynek kaplicy został zaadaptowany na probostwo. 

## Proboszczowie
- ks. Rudolf Jeziorski budowniczy i duszpasterz (1971–1976), proboszcz (1976)
- ks. Paweł Kasza (1976–1997)
- ks. Czesław Szaforz (1997–2023)
- ks. Czesław Tomaszek (od 2023)